# عباس داود
عباس داود (بالإنجليزية: Abas Daud)‏ هو حكم كرة قدم ولاعب كرة قدم سنغافوري، ولد في 10 أغسطس 1969 في سنغافورة.